# Riga
Riga (en letón Rīga) es la capital y la ciudad más poblada de la República de Letonia, con más de un tercio de la población del país. Se encuentra en el golfo de Riga, en la desembocadura del río Daugava. Con un área de 307,17 km², Riga se encuentra en una llanura arenosa próxima al mar Báltico.
Fundada en 1201, la ciudad fue miembro de la Liga Hanseática. El centro histórico de Riga, declarado Patrimonio de la Humanidad por la Unesco, destaca por su arquitectura art nouveau y sus construcciones de madera del siglo XIX. La ciudad fue designada Capital Europea de la Cultura en 2014, junto a Umeå en Suecia. La ciudad está comunicada por vía aérea gracias al Aeropuerto Internacional de Riga, el aeropuerto más grande de los países bálticos. Riga es miembro de Eurocities, la Unión de las Ciudades Bálticas (UBC) y la Unión de Capitales de la Unión Europea (UCEU).

## Toponimia
El nombre en letón es Rīga ([ˈriːɡa]ⓘ) y en castellano Riga. Una de las teorías sobre el origen del nombre de Riga es que es un préstamo erróneo de la palabra en livonio ringa, que significa «bucle», refiriéndose al antiguo puerto natural formado por el bucle afluente del río Daugava. La otra es que Riga le debe su nombre a este papel ya establecido en el comercio entre Oriente y Occidente, como un préstamo de la palabra letona rija, para la trilla de granero, la "j" se convertía en un "g" por influencia germana y Riga es llamada Rie por el geógrafo inglés Richard Hakluyt (1589), y el historiador alemán Dionysius Fabricius (1610) confirma el origen de Riga por rija. Otra teoría podría ser que Riga fue nombrada por Riege, el nombre alemán para el río Rīdzene, un afluente del Daugava.

## Historia
El río Daugava ha sido una ruta comercial desde la antigüedad, era parte de la ruta de navegación vikinga a Bizancio. Su puerto natural de 15 kilómetros río arriba en la desembocadura del Daugava dio lugar a la Riga de hoy.
| Terra Mariana (condominio del Arzobispado de Riga y la Orden Livona) 1201-1561 Ciudad imperial libre 1561-1582 República de las Dos Naciones 1582-1629 Imperio sueco 1629-1721 Imperio ruso 1721-1917 Imperio alemán 1917-1918 Letonia 1918-1940 Unión Soviética 1940-1941 Alemania nazi 1941-1944 Unión Soviética 1944-1990 Letonia 1990-presente |

### Edad Media

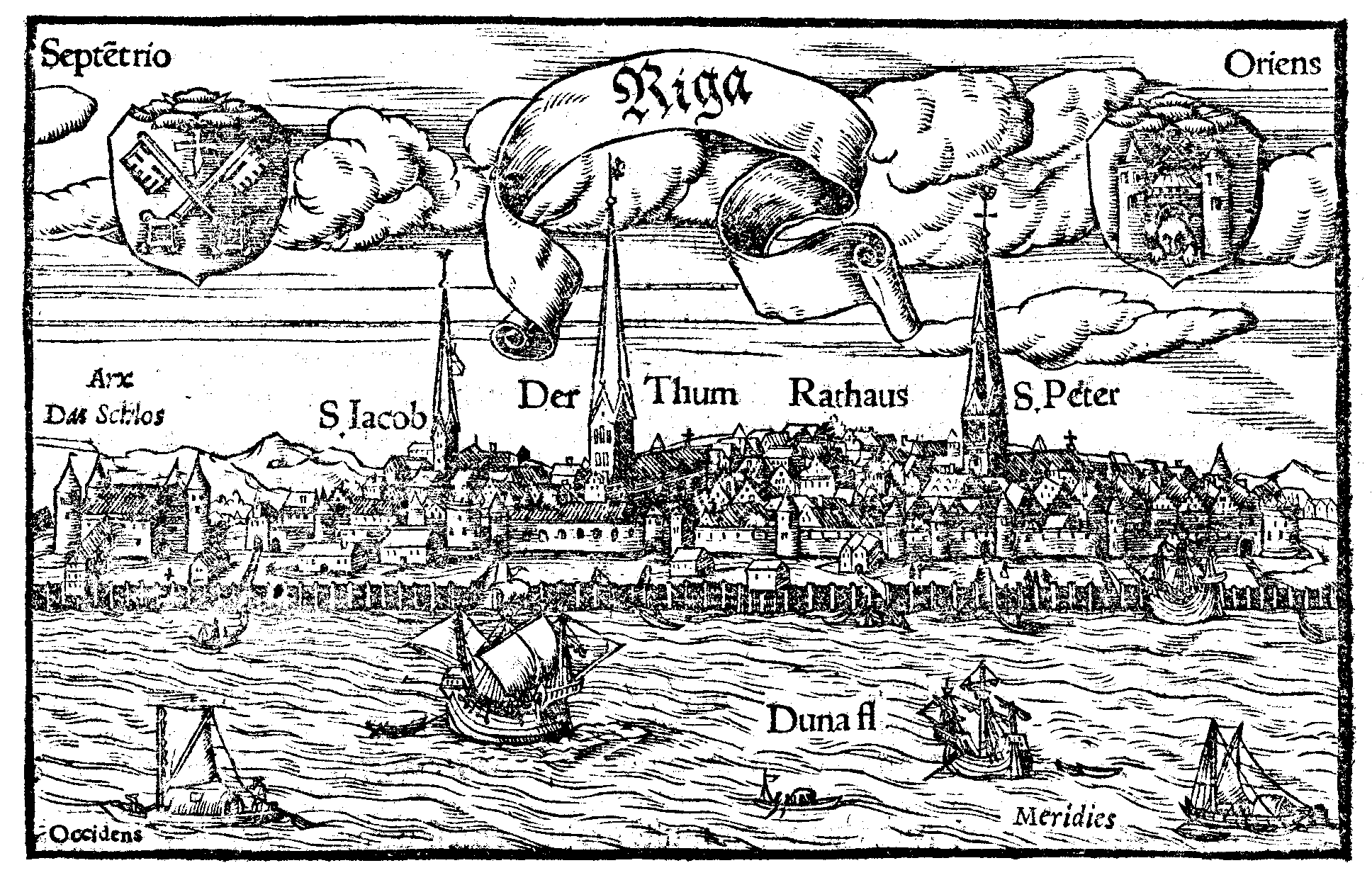
Riga en 1575.

Riga comenzó a desarrollarse como un centro comercial vikingo durante los primeros años de la Edad Media. Los primeros habitantes de Riga se ocuparon principalmente de la pesca, la ganadería y el comercio, más tarde fue el desarrollo de la artesanía de hueso, madera, ámbar, y hierro.
El testimonio de Enrique de Livonia describe las primeras viviendas y almacenes utilizados para lino y pieles y deja constancia de que Riga después de mucho tiempo seguía siendo un centro del comercio en el siglo XII (Portus antiquus o puerto antiguo). Los comerciantes alemanes comenzaron a visitar la ciudad, estableciéndose en un puesto avanzado cerca en 1158. Junto a los comerciantes alemanes también llegó el monje Meinhard de Segeberg, para convertir a los paganos a la cristiandad. Meinhard influyó en la construcción de un castillo y de una iglesia en Ikšķile, donde estableció allí su obispado. Sin embargo, los habitantes continuaron practicando el paganismo y Meinhard murió en Ikšķile en 1196, después de haber fallado en su misión. En 1198 llegó un contingente de cruzados e inició una campaña de obligada cristianización liderada por Bertold. Con la muerte de este su ejército fue derrotado poco después.

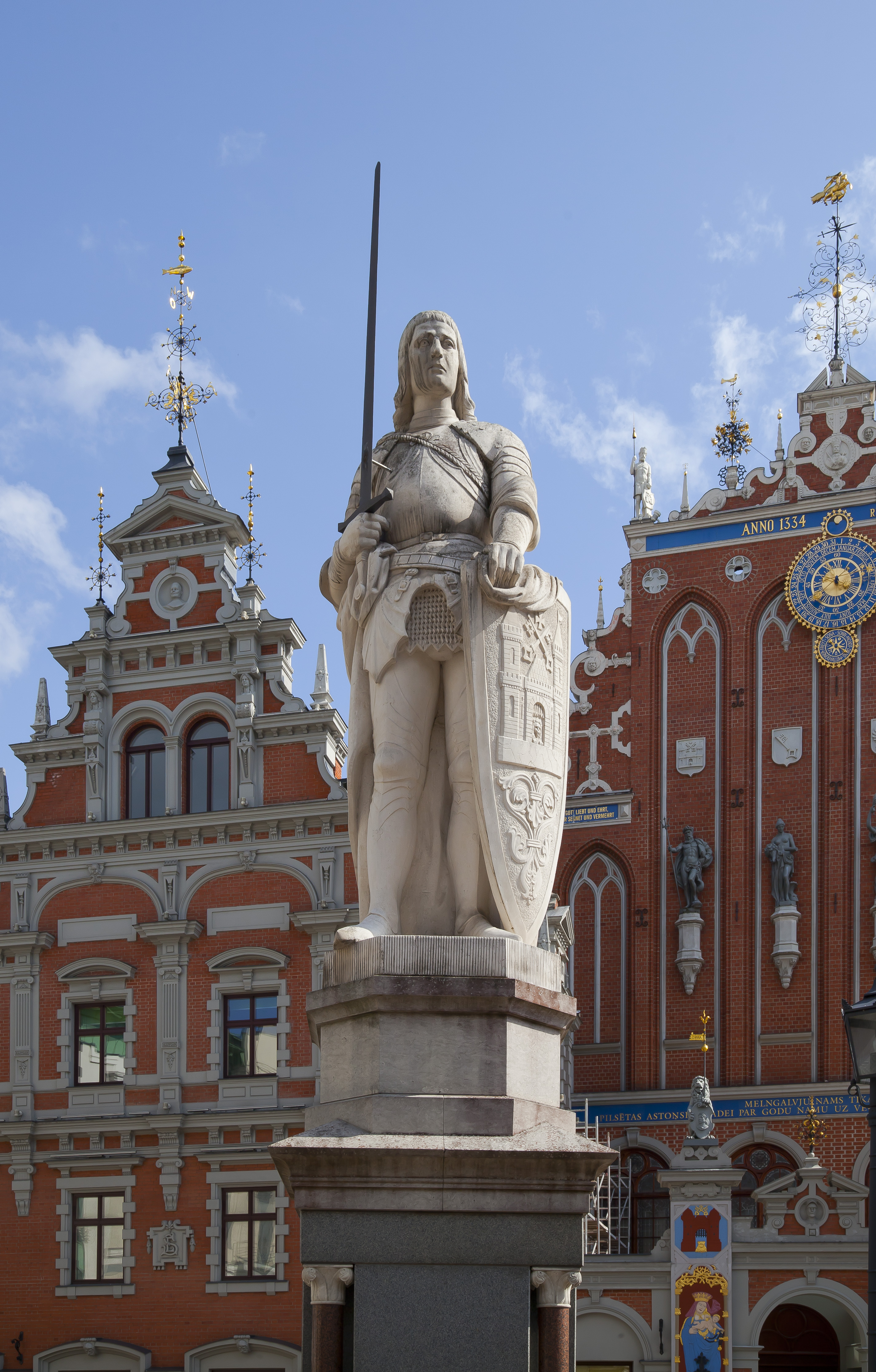
Estatua de San Ronaldo, símbolo de la lucha por la libertad desde el medievo.

La Iglesia católica se movilizó para vengarse, el papa Inocencio III emitió una bula declarando una cruzada contra Letonia. El monseñor Albert fue proclamado obispo de la ciudad por su tío Hartwig de Uthlede en 1199. Albert llegó a Riga en 1200 con 23 barcos y 500 soldados cruzados. En 1201 se traslada la sede del obispado de Ikšķile a Riga, para hacerlo extorsionaron a los ancianos por la fuerza. El año 1201 también se caracterizó por la primera llegada de los comerciantes alemanes a Novgorod, a través del río Dvina. Para defender el territorio, Albert estableció una orden militar, la Orden de Letonia, abierta a príncipes y comerciantes. En 1207 Albert inició el fortalecimiento de la ciudad. El ya arzobispo Albert invirtió en el establecimiento de un feudo para un nuevo principado del Sacro Imperio Romano. En 1211 Riga acuñó su primera moneda, y Albert para asegurar el futuro comercial de la ciudad obtuvo bulas papales que decretó que todos los comerciantes alemanes tenían que llevar a cabo su comercio del Báltico a través de Riga.
En 1221 se adquirió el derecho a la independencia auto-administrativa y la ciudad adoptó una constitución. Ese mismo año Albert se vio obligado a reconocer el dominio danés sobre las tierras que habían conquistado en Estonia y Letonia. Por ello Albert busca la ayuda del rey Valdemar II de Dinamarca, los daneses desembarcaron en Letonia, construyendo una fortaleza en Reval, los conquistadores se dedicaron a las tierras de Estonia y Letonia. Los alemanes intentaron, sin éxito, asesinar a Valdemar. Albert fue capaz de llegar a un acuerdo un año más tarde, sin embargo, en 1222 Valdemar regresó con todas las tierras y posesiones de Letonia al control de Albert. Las dificultades de Albert con la ciudadanía de Riga siguieron. Con la intervención papal, se llegó a un acuerdo en 1225 con el que ya no tenían que pagar impuestos al obispo de Riga, y los ciudadanos de Riga adquirieron el derecho a elegir a sus magistrados y concejales. En 1226, Albert consagró la catedral Dom, construyó la Santa Iglesia de Santiago (hoy catedral) y fundó una escuela parroquial en la iglesia de San Jorge.
En 1227, Albert conquistó Saaremaa y la ciudad de Riga concluyó el tratado con el Principado de Smolensk, dando a Polotsk la ciudad de Riga. Albert termina muriendo en enero de 1229. La hegemonía alemana se estableció en los países bálticos duraría los siguientes siete siglos. En 1282 Riga se convierte en miembro de la Liga Hanseática.[cita requerida]

### Edad Moderna

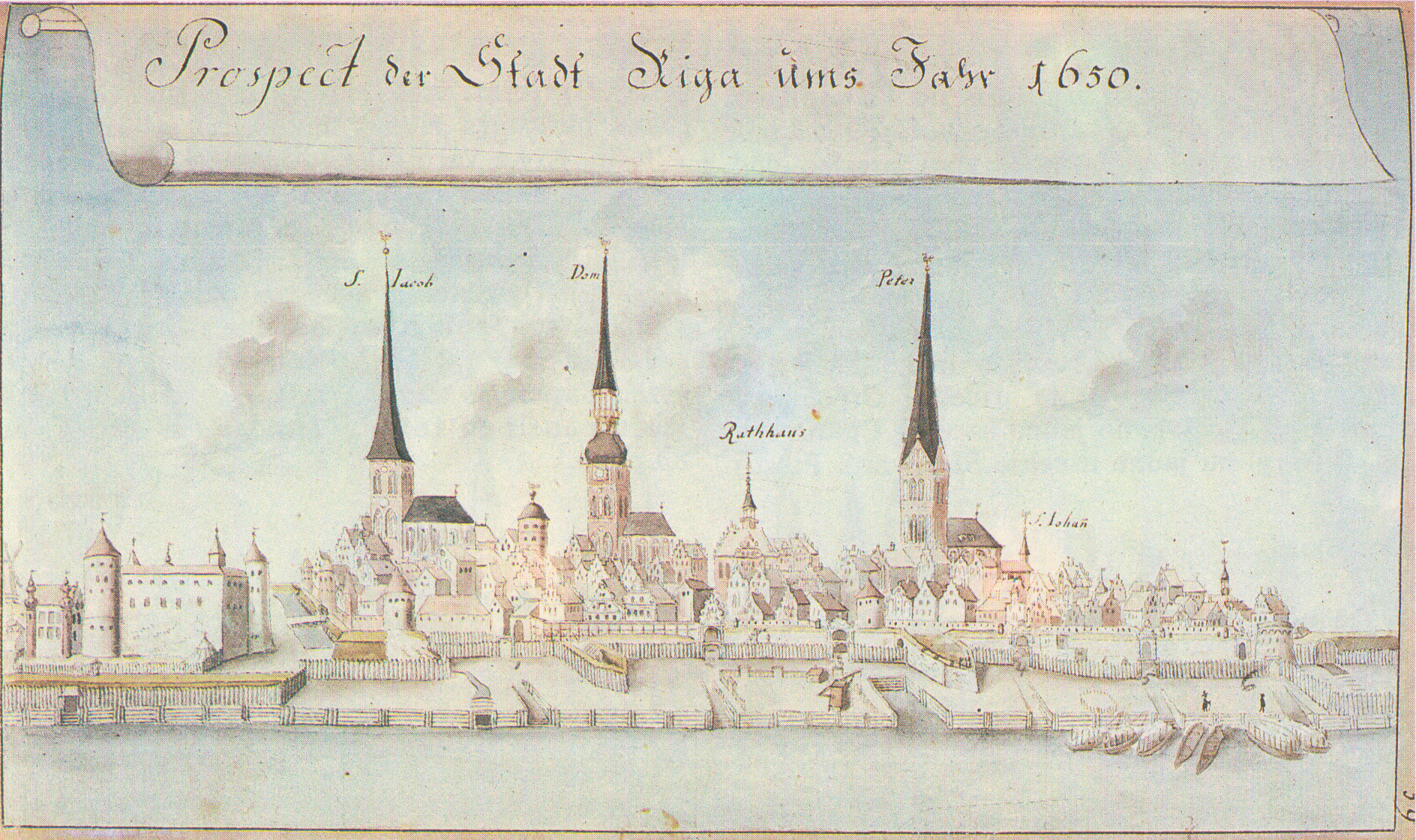
Riga en 1650 (dibujo de Johann Christoph Brotze).

A medida que la influencia de la Liga Hanseática se desvanecía, Riga se convirtió en el objetivo de las aspiraciones militares extranjeras, por razones políticas, religiosas y económicas. Riga aceptó una reforma en 1522 que puso fin al poder de los arzobispos. En 1524, con la desaparición de la Orden de Letonia durante la guerra de Letonia, durante veinte años la ciudad pertenecía al estatus de ciudad libre imperial del Sacro Imperio Romano, antes de que cayera bajo la influencia de la Mancomunidad de Polonia y Lituania por el Tratado de Drohiczyn, lo que puso fin a la guerra en Riga, en 1581. En 1621, durante la guerra guerra de los Treinta Años (1600-1629), Riga y la fortaleza de la periferia de Daugavpils estaban bajo el gobierno de Gustavo II Adolfo de Suecia, que intervino no solo para obtener beneficios políticos y económicos, sino también para favorecer a la lengua alemana luterana-protestante. Durante la guerra ruso-sueca (1656-1658), Riga resistió el asedio de las fuerzas rusas.
En 1629 Gustavo II Adolfo de Suecia la sitió.
Riga se mantuvo como la ciudad más grande de Suecia hasta 1710, un período durante el cual la ciudad conserva una gran cantidad de tradiciones gubernamentales. En ese año, en el transcurso de la Gran Guerra del Norte, Rusia, bajo el zar Pedro el Grande obliga a Riga junto con las otras ciudades de Letonia y a la alta burguesía a capitular ante Rusia, pero manteniendo en gran medida sus privilegios. Riga se hizo la capital de la gobernación de Riga (actualmente Letonia). Cuando el dominio de Suecia en el norte había terminado, Rusia emergió como la potencia más fuerte del norte y se formalizó a través del Tratado de Nystad. En 1721 Riga se convirtió en una ciudad portuaria industrializada del imperio ruso, en el cual se mantuvo hasta la Primera Guerra Mundial.[cita requerida]

### Edad Contemporánea

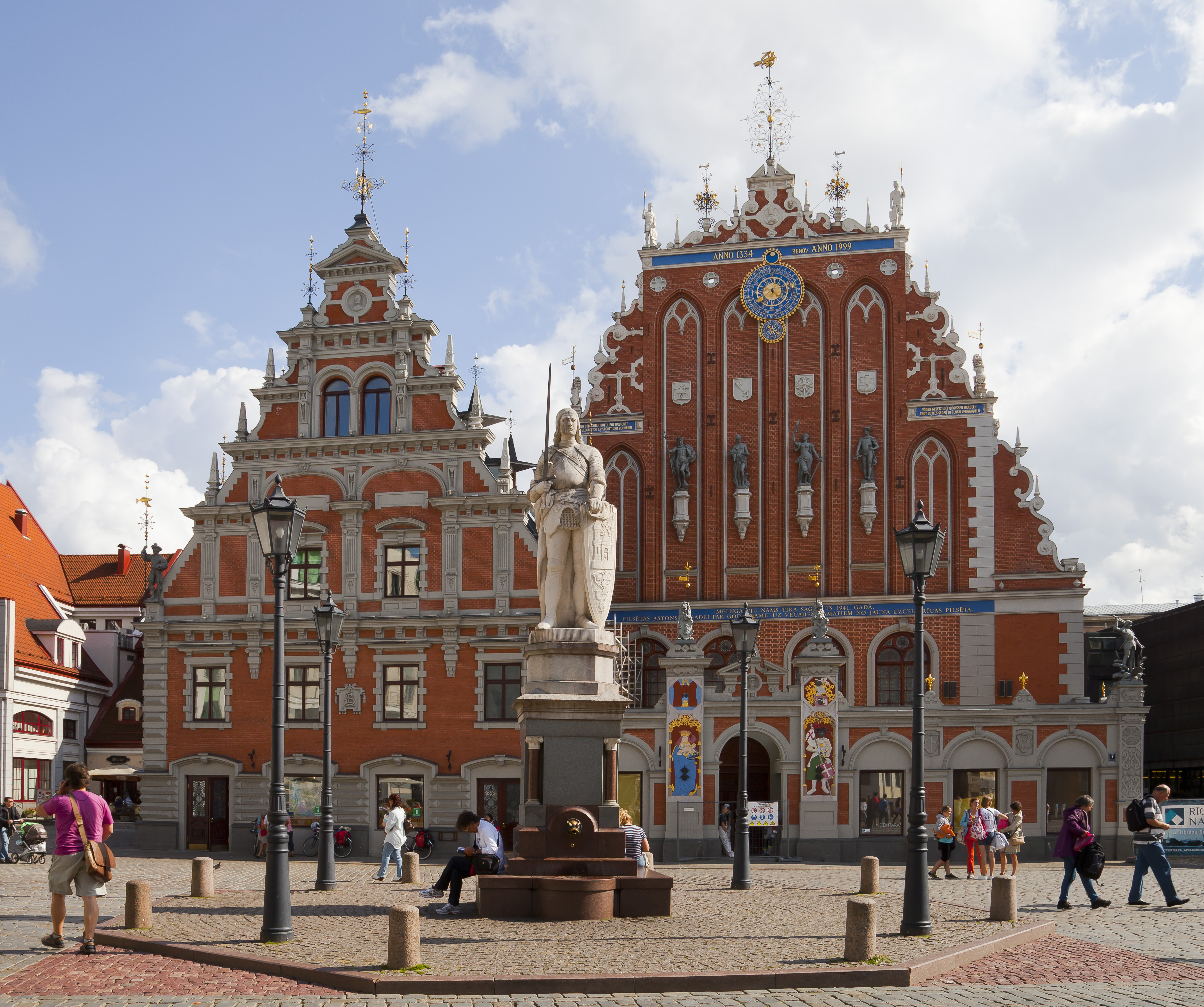
Melngalvju nams o Casa de las cabezas negras, uno de los edificios más reconocibles de la Ciudad Vieja (Vecrīga).

Antes de 1900, Riga era la tercera ciudad más grande de Rusia después de Moscú y San Petersburgo. Durante la Primera Guerra Mundial se suceden los cambios de poder en el Báltico, pese a los cambios demográficos (debido a los diferentes dominios) los alemanes del Báltico habían mantenido una posición dominante en la ciudad. En 1867 la población alemana en Riga fue de un 42,9 %. Riga empleaba el alemán como idioma oficial en la administración hasta la instalación del ruso en 1891 como idioma oficial en las provincias del Báltico, como parte de la política del Imperio ruso, llevada al congreso de Polonia, Finlandia y los países bálticos, dirigidas por el zar Alejandro III. Cada vez eran más los letones que comenzaron a moverse por la ciudad durante finales del siglo XIX. El surgimiento de la burguesía letona hizo a Riga el centro del despertar nacional de Letonia, con la fundación de la Asociación Letona de Riga en 1868 y la organización del primer festival de la canción nacional en 1873. El movimiento nacionalista Jóvenes Letones fue sucedido por el socialista Nueva Corriente durante la rápida industrialización de la ciudad, que culminó con la revolución de 1905 encabezada por el Partido Letón Socialdemócrata de los Trabajadores.[cita requerida]
El siglo XX tuvo consigo la Primera Guerra Mundial y el impacto de la revolución rusa de 1917. El ejército alemán entró en Riga el 3 de septiembre de 1917. El 3 de marzo de 1918, el Tratado de Brest-Litovsk fue firmado, dando a los países del mar Báltico a Alemania. Debido al conflicto de Alemania de 11 de noviembre de 1918, los alemanes tuvieron que renunciar a ese tratado, al igual que Rusia, dejando a Letonia y a los demás estados del Báltico en condiciones de reclamar la independencia. Letonia, con Riga como capital, declaró su independencia el 18 de noviembre de 1918.[cita requerida]

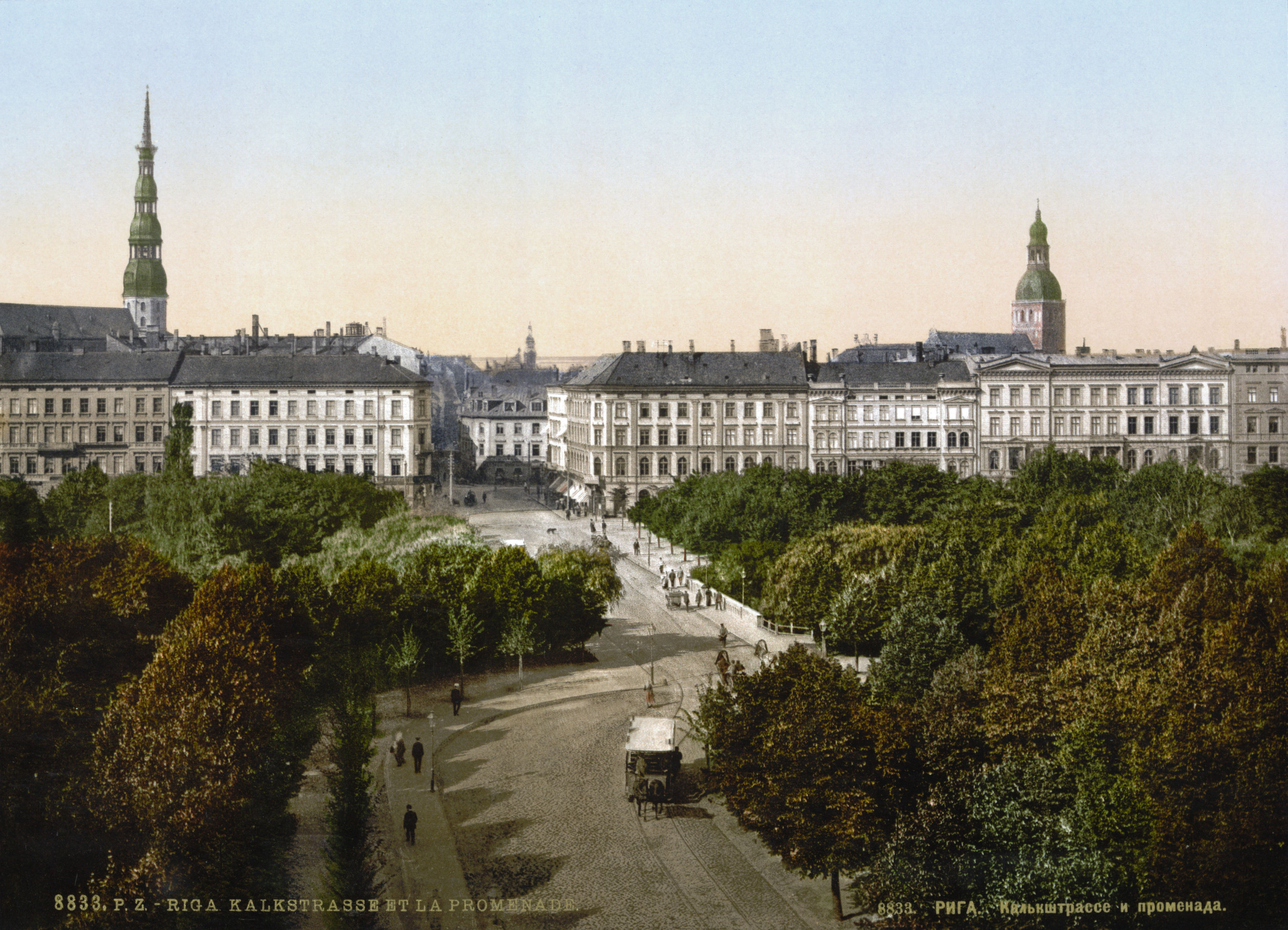
Vista de Riga en una postal, alrededor del año 1900.

Entre la Primera Guerra Mundial y la Segunda Guerra Mundial (1918-1945), el país cambia su enfoque de Rusia hacía los países de Europa Occidental. El Reino Unido y Alemania reemplazaron a Rusia como los principales socios comerciales de Letonia. Durante la Segunda Guerra Mundial Letonia fue obligada a anexionarse con la Unión Soviética, y luego en junio de 1940 fue ocupada por la Alemania nazi desde 1941 a 1944. La comunidad judía de la ciudad fue forzada a ingresar en un campo de concentración que fue construido en Kaiserwald. El 25 de octubre de 1941, los nazis trasladaron a todos los judíos de Riga a un gueto. Para 1942, la mayoría de los judíos de Letonia (cerca de 24 000) fueron asesinados el 30 de noviembre y 8 de diciembre de 1941 en la masacre de Rumbula. Al final de la guerra los alemanes bálticos fueron repatriados a la fuerza a Alemania.
El 13 de octubre de 1944, el Ejército Rojo soviético volvió a entrar en Riga. En los años posteriores comenzó la llegada masiva de trabajadores, administradores, personal militar y dependientes de Rusia y otras repúblicas soviéticas. Por entonces, se construyeron grandes bloques de viviendas de varios pisos para albergar a los trabajadores locales. En 1989 el porcentaje de letones en Riga había caído un 36,5 %.
La ciudad albergó el Mes Cultural Europeo en el año 2001 junto con Basilea (Suiza); también fue sede del Festival de la Canción de Eurovisión 2003. En 2004, la llegada de las aerolíneas de bajo costo da como resultado vuelos más baratos desde otras ciudades europeas, y por consiguiente, un aumento sustancial en el número de turistas. En el año 2006 la capital de Letonia fue sede de los Campeonatos Mundiales de hockey sobre hielo, el acontecimiento deportivo más importante en la historia de los Estados bálticos. En noviembre de 2006 acogió la primera cumbre de la OTAN celebrada en territorio exsoviético.

## Geografía

Mapa de Riga

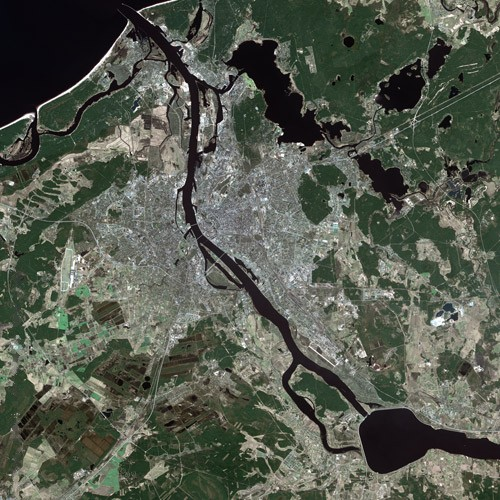
Imagen de Riga tomada por el satélite SPOT

La ciudad se encuentra a orillas del mar Báltico, en una llanura costera plana y arenosa en el golfo de Riga, que surgió después de la última edad de hielo hace alrededor de 11 000 años.
La llanura se encuentra de 1 a 10 m sobre el nivel del mar y se caracteriza por una serie de lagos y ríos, el más importante es el Daugava, que fluye de sur a norte a través de la ciudad y la divide por la mitad. La ciudad está situada a unos 10 km de la desembocadura del Daugava en el golfo de Riga.
La ciudad tiene un área de 307 kilómetros cuadrados, se extiende 67 km² en áreas residenciales (22 %), 54 km² de zonas industriales (17 %), 25 km² de carreteras y calles (8 %), 58 km² de parques (19 %) y 49 km² son agua (16 %). El río corre a través de la ciudad, y en el extremo sur de la ciudad vieja, se puede pasear por sus orillas.

### Clima
Riga tiene un clima continental húmedo (Dfb en la clasificación climática de Köppen).  Los meses más fríos son enero y febrero,  cuando la temperatura media es de -5 °C,  pero la temperatura puede llegar hasta -20 y -25 °C casi todos los años en los días más fríos. La proximidad al mar causa frecuentes lluvias y nieblas en otoño. Los veranos en Riga son suaves y lluviosos con una temperatura promedio de 17 °C en julio, no obstante las temperaturas en los días más calurosos pueden superar los 30 °C.
| Parámetros climáticos promedio de Riga (1991–2020), extremos (1885–) | Parámetros climáticos promedio de Riga (1991–2020), extremos (1885–) | Parámetros climáticos promedio de Riga (1991–2020), extremos (1885–) | Parámetros climáticos promedio de Riga (1991–2020), extremos (1885–) | Parámetros climáticos promedio de Riga (1991–2020), extremos (1885–) | Parámetros climáticos promedio de Riga (1991–2020), extremos (1885–) | Parámetros climáticos promedio de Riga (1991–2020), extremos (1885–) | Parámetros climáticos promedio de Riga (1991–2020), extremos (1885–) | Parámetros climáticos promedio de Riga (1991–2020), extremos (1885–) | Parámetros climáticos promedio de Riga (1991–2020), extremos (1885–) | Parámetros climáticos promedio de Riga (1991–2020), extremos (1885–) | Parámetros climáticos promedio de Riga (1991–2020), extremos (1885–) | Parámetros climáticos promedio de Riga (1991–2020), extremos (1885–) | Parámetros climáticos promedio de Riga (1991–2020), extremos (1885–) |
| Mes                                                                  | Ene.                                                                 | Feb.                                                                 | Mar.                                                                 | Abr.                                                                 | May.                                                                 | Jun.                                                                 | Jul.                                                                 | Ago.                                                                 | Sep.                                                                 | Oct.                                                                 | Nov.                                                                 | Dic.                                                                 | Anual                                                                |
| -------------------------------------------------------------------- | -------------------------------------------------------------------- | -------------------------------------------------------------------- | -------------------------------------------------------------------- | -------------------------------------------------------------------- | -------------------------------------------------------------------- | -------------------------------------------------------------------- | -------------------------------------------------------------------- | -------------------------------------------------------------------- | -------------------------------------------------------------------- | -------------------------------------------------------------------- | -------------------------------------------------------------------- | -------------------------------------------------------------------- | -------------------------------------------------------------------- |
| Temp. máx. abs. (°C)                                                 | 10.2                                                                 | 13.6                                                                 | 20.5                                                                 | 27.9                                                                 | 30.5                                                                 | 34.0                                                                 | 34.5                                                                 | 33.9                                                                 | 29.4                                                                 | 23.4                                                                 | 17.2                                                                 | 11.8                                                                 | 34.5                                                                 |
| Temp. máx. media (°C)                                                | -0.1                                                                 | 0.3                                                                  | 4.8                                                                  | 11.9                                                                 | 17.8                                                                 | 21.3                                                                 | 23.8                                                                 | 22.7                                                                 | 17.3                                                                 | 10.5                                                                 | 4.8                                                                  | 1.4                                                                  | 11.4                                                                 |
| Temp. media (°C)                                                     | -2.1                                                                 | -2.0                                                                 | 1.5                                                                  | 7.4                                                                  | 13.0                                                                 | 16.7                                                                 | 19.3                                                                 | 18.3                                                                 | 13.4                                                                 | 7.5                                                                  | 3.0                                                                  | -0.3                                                                 | 8                                                                    |
| Temp. mín. media (°C)                                                | -4.5                                                                 | -4.6                                                                 | -1.7                                                                 | 2.9                                                                  | 8.2                                                                  | 12.4                                                                 | 14.9                                                                 | 14.1                                                                 | 9.8                                                                  | 4.9                                                                  | 1.1                                                                  | -2.4                                                                 | 4.6                                                                  |
| Temp. mín. abs. (°C)                                                 | −33.7                                                                | −34.9                                                                | −30.3                                                                | −13.1                                                                | −5.5                                                                 | −2.3                                                                 | 4.0                                                                  | 0.0                                                                  | −4.1                                                                 | −9.5                                                                 | −20.5                                                                | −31.9                                                                | −34.9                                                                |
| Precipitación total (mm)                                             | 46.5                                                                 | 40.1                                                                 | 34.1                                                                 | 35.0                                                                 | 47.5                                                                 | 65.0                                                                 | 79.5                                                                 | 77.9                                                                 | 67.1                                                                 | 75.6                                                                 | 56.3                                                                 | 50.2                                                                 | 674.8                                                                |
| Nevadas (cm)                                                         | 25.0                                                                 | 23.6                                                                 | 15.7                                                                 | 5.2                                                                  | 0.0                                                                  | 0.0                                                                  | 0.0                                                                  | 0.0                                                                  | 0.0                                                                  | 1.2                                                                  | 7.0                                                                  | 22.0                                                                 | 99.7                                                                 |
| Días de precipitaciones (≥ 1.0mm)                                    | 9.4                                                                  | 7.0                                                                  | 8.2                                                                  | 8.0                                                                  | 7.7                                                                  | 8.9                                                                  | 11.2                                                                 | 10.9                                                                 | 12.3                                                                 | 11.6                                                                 | 12.5                                                                 | 12.2                                                                 | 119.9                                                                |
| Horas de sol                                                         | 36.6                                                                 | 64.2                                                                 | 141.2                                                                | 203.6                                                                | 286.7                                                                | 282.2                                                                | 291.2                                                                | 250.4                                                                | 166.7                                                                | 95.5                                                                 | 36.1                                                                 | 24.4                                                                 | 1878.8                                                               |
| Humedad relativa (%)                                                 | 87.9                                                                 | 85.2                                                                 | 79.4                                                                 | 69.7                                                                 | 67.7                                                                 | 72.0                                                                 | 74.2                                                                 | 76.7                                                                 | 81.1                                                                 | 85.1                                                                 | 90.2                                                                 | 89.4                                                                 | 79.9                                                                 |
| Fuente n.º 1: LVĢMC                                                  |                                                                      |                                                                      |                                                                      |                                                                      |                                                                      |                                                                      |                                                                      |                                                                      |                                                                      |                                                                      |                                                                      |                                                                      |                                                                      |
| Fuente n.º 2: NOAA (días de precipitaciones 1961-1990)               |                                                                      |                                                                      |                                                                      |                                                                      |                                                                      |                                                                      |                                                                      |                                                                      |                                                                      |                                                                      |                                                                      |                                                                      |                                                                      |

## División administrativa
La ciudad de Riga se divide en seis regiones administrativas, Kurzeme (al noroeste), Zemgale (al suroeste), Latgale (al sureste), Vidzeme (al este), y la región Central y el distrito Norte hacia el norte. Las cuatro primeras tienen el nombre de las regiones letonas de Curlandia, Semigalia, Latgale y Livonia.
Riga también se divide en 47 distritos llamados microrregiones (en letón: Mikrorajoni). La microrregión que abarca el distrito más antiguo de Riga se llama Vecrīga.
| Región         | Población (2006)[cita requerida] | Área   | Microrregiones (mapa)          |
| -------------- | -------------------------------- | ------ | ------------------------------ |
| Kurzeme        | 134 554                          | 79 km² | 1-9 (verde)                    |
| Zemgale        | 108 000                          | 41 km² | 10-17 (gris-celeste)           |
| Distrito Norte | 79 000                           | 77 km² | 18-25, 27-28, 31 (marrón)      |
| Vidzeme        | 173 000                          | 57 km² | 26, 29-30, 35-37, 39-40 (azul) |
| Central        | 26 466                           | 3 km²  | 32-34 (rojo)                   |
| Latgale        | 195 000                          | 50 km² | 38, 41-47 (oliva)              |

## Política

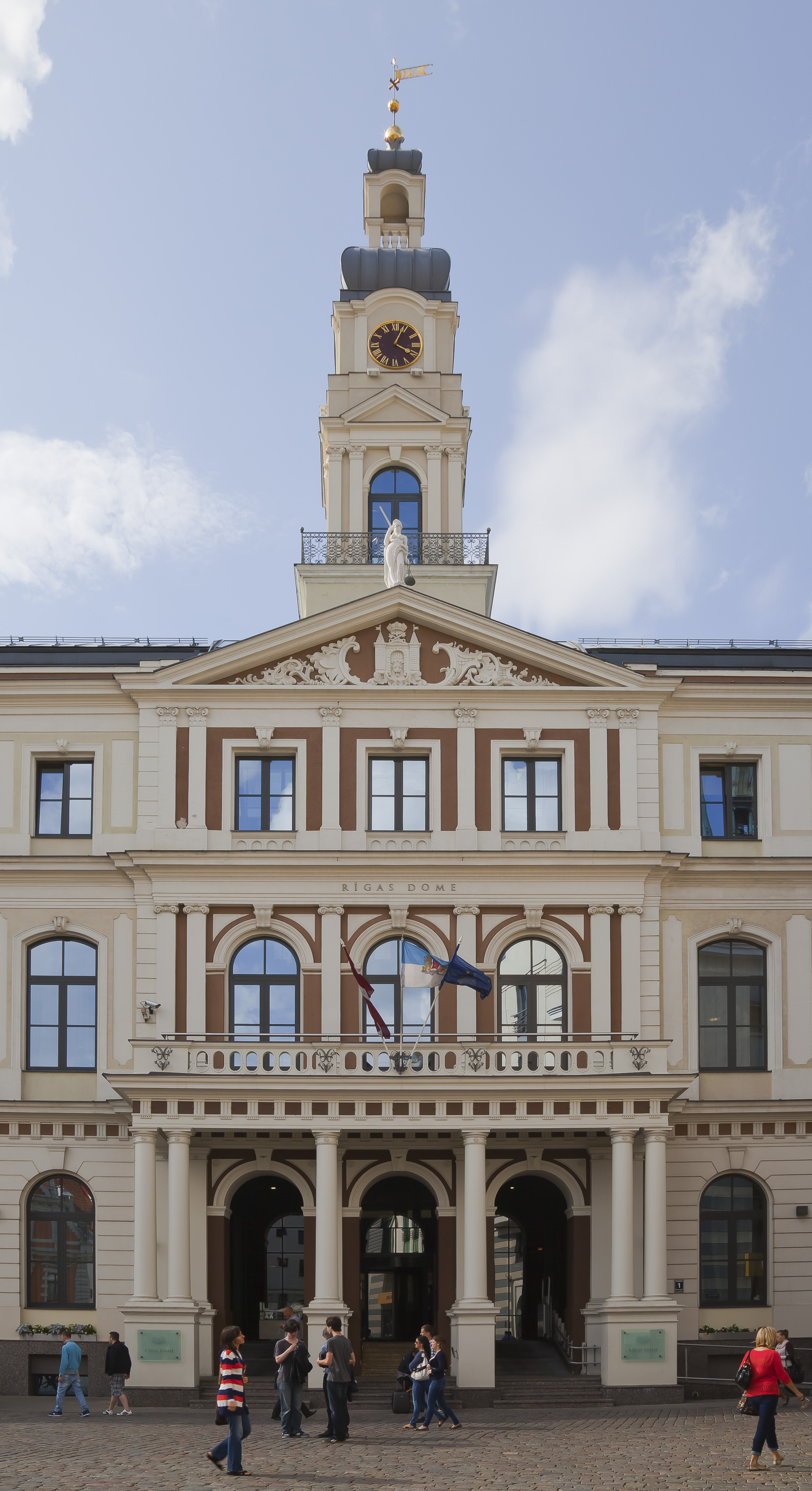
Ayuntamiento de Riga.

El ayuntamiento de Riga tiene una larga historia, ya que se menciona en documentos de 1210. Los primeros vestigios de un poder formal deriva en documentos de 1225. En 1200 el ayuntamiento gobernaba la ciudad principalmente como poder legislativo, pero en 1300 también se hace cargo del poder judicial. A principios del siglo XII los concejales eran elegidos cada año, con el tiempo ellos comenzaron a auto-asignarse sus propios sucesores, y finalmente, antes de 1522 un consejero de la ciudad se consideraba una profesión para toda la vida. Ya posteriormente a su inclusión en la Liga Hanseática, la clase alta alemana es la que se encargaba de elegir al representante del consejo de la ciudad. Después de 1581, cuando el poder yacía bajo Polonia, los derechos del consejo fueron restringidos. El final del siglo XV fue el momento en el que también el consejo de la ciudad tuvo problemas con los poderosos gremios para asegurar el control de la ciudad, esto alcanzó su punto límite en los disturbios civiles en el período de 1584 a 1589. A principios de la década de 1600 un consejo apoyado por el rey de Suecia, provocaron unos nuevos disturbios. Riga estuvo bajo el dominio del Imperio ruso en 1710, cuando se convirtió en provincia. Después de la reforma de 1783, era el general militar quien gobernaba la ciudad. En los años que siguieron el ayuntamiento intentó movilizarse varias veces para obtener el poder de nuevo, pero solo con la reforma de la administración de 1870 los consejeros consiguen volver al poder en 1877, y en la ardua regeneración de la administración de la ciudad (1918-1940), se termina por elegir el primer alcalde. Actualmente el alcalde de Riga es Nils Ušakovs.

## Economía

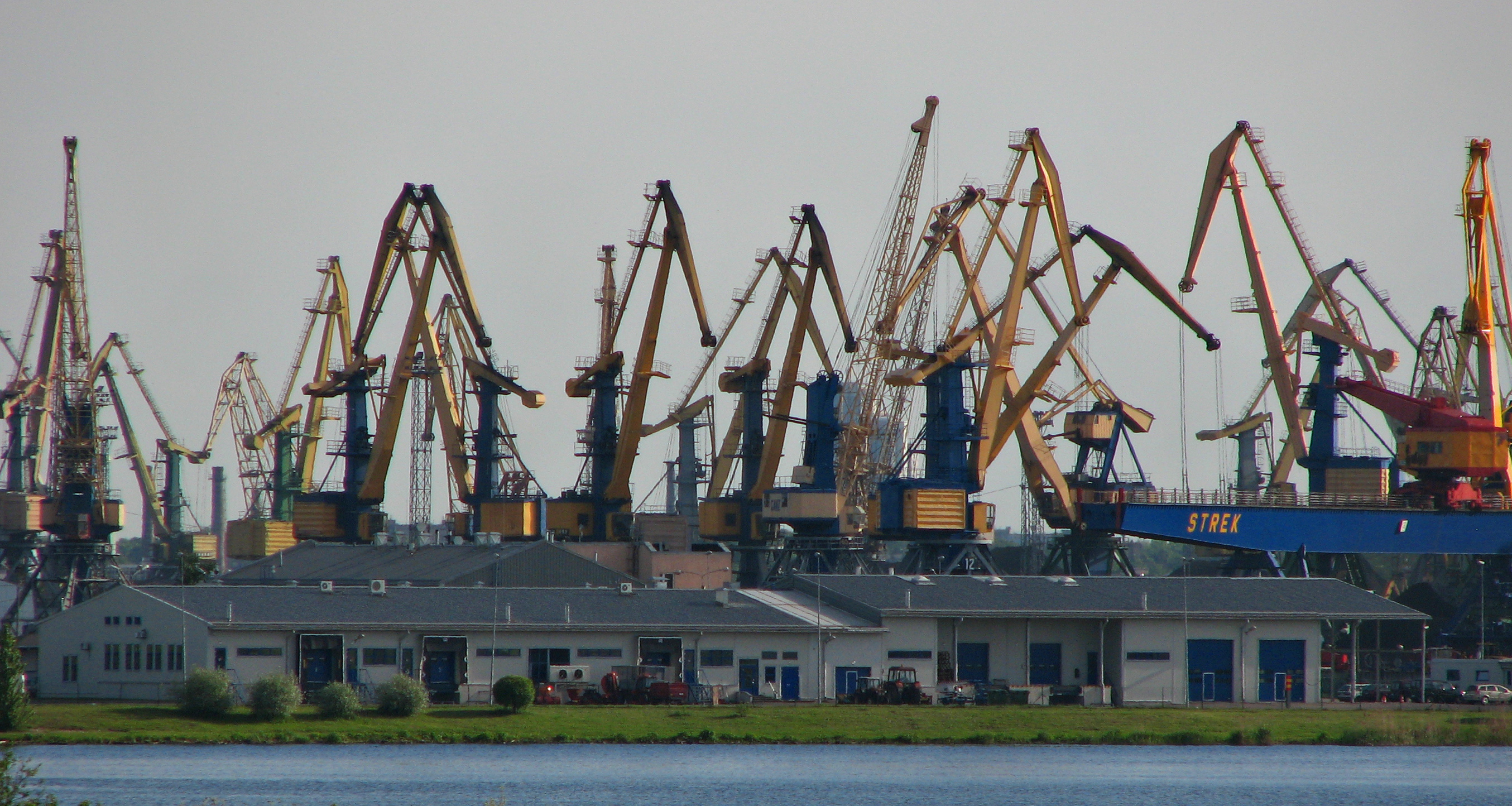
Puerto de Riga

Riga es uno de los centros económicos y financieros clave de los estados bálticos. Aproximadamente la mitad de todos los puestos de trabajo en Letonia están en Riga y la ciudad genera más del 50 % del PIB de Letonia, así como cerca de la mitad de las exportaciones del país. Casi todas las instituciones financieras del país se encuentran en Riga; la más importante es el banco central letón, llamado Banco de Letonia. El intercambio con el extranjero está aumentando desde ya hace algunos años, y la ciudad ha recibido un nuevo impulso económico desde la entrada de Letonia en la Unión Europea el 1 de mayo de 2004.
La industria de Riga está especializada en el sector financiero, los servicios públicos, la industria farmacéutica, de textiles, de mobiliaria y de productos manufacturados en general, además de la construcción de barcos. El turismo también es una gran industria en Riga y después de una desaceleración en las últimas recesiones económicas mundiales, creció 22 % solo en 2011.
El puerto de Riga es un importante puerto regional y centro regional de expedición vía cargo. Manejó un récord de 34 millones de toneladas de carga en el año 2011 y tiene el potencial para el crecimiento futuro con nuevos desarrollos portuarios en Krievu Sala. Durante la época soviética, Riga era la segunda ciudad rusa de occidente después de San Petersburgo.

## Población

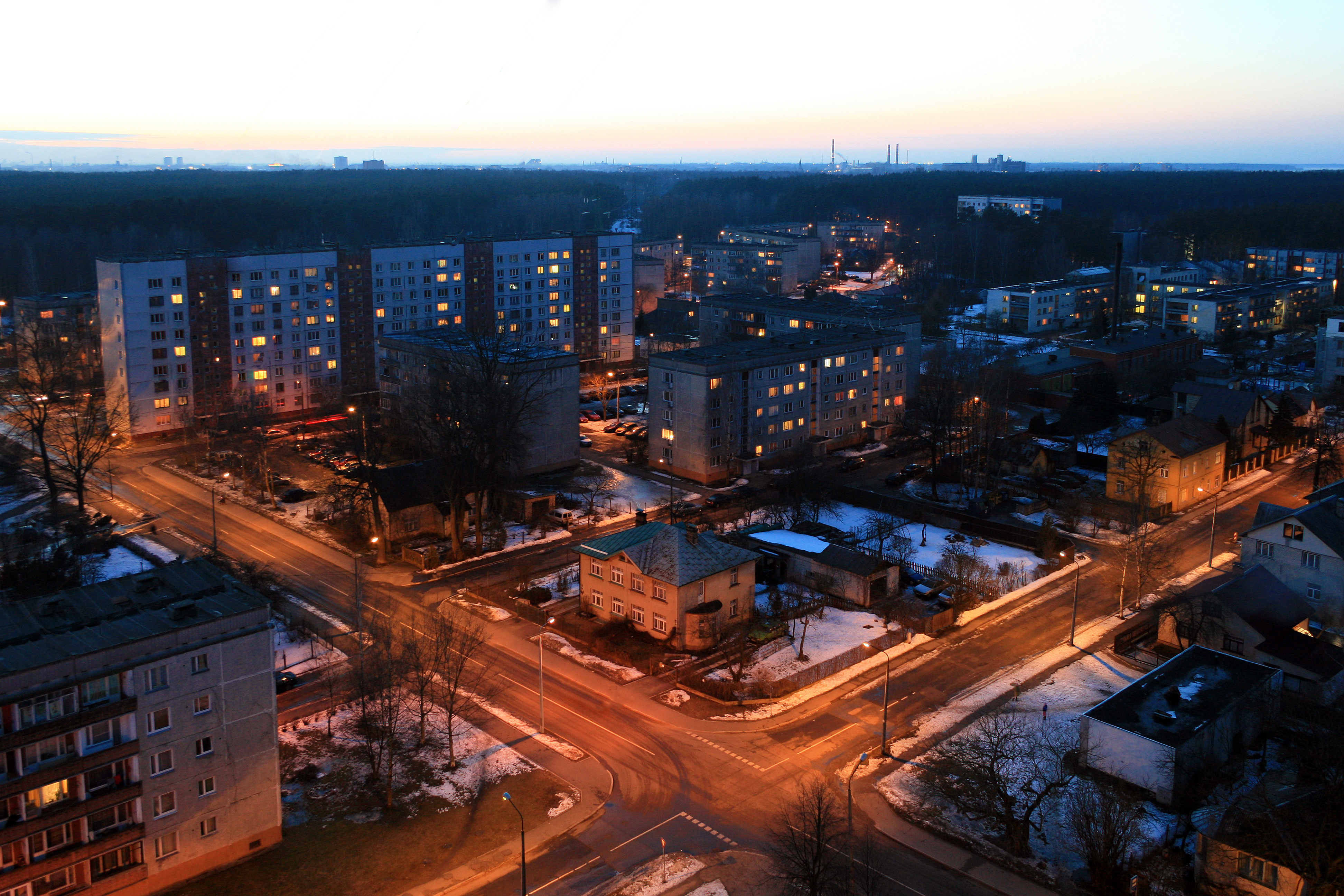
Zona residencial en el barrio de Mežciems

Riga es la ciudad más poblada de los países bálticos, con 696 618 habitantes en enero de 2013.
La población de la ciudad ha disminuido desde la independencia de Letonia en 1991 de 910 000 a 760 000, principalmente como resultado de la emigración por parte de la minoría rusa y la baja tasa de natalidad. Se estima que la población podría caer hasta en un 50 % para 2050.
De acuerdo con los datos del censo de 2011, los letones representan el 46,33 % de la población de Riga, 40,21 % son rusos, 3,88 % bielorrusos, 3,45 % ucranianos, 1,85 % polacos, 0,83 % lituanos y 3,46 % de otras etnias.
La mayor parte de los letones son protestantes, de la fe evangélica luterana, mientras que los rusos son ortodoxos.

### Evolución demografía
población en miles.

## Transporte

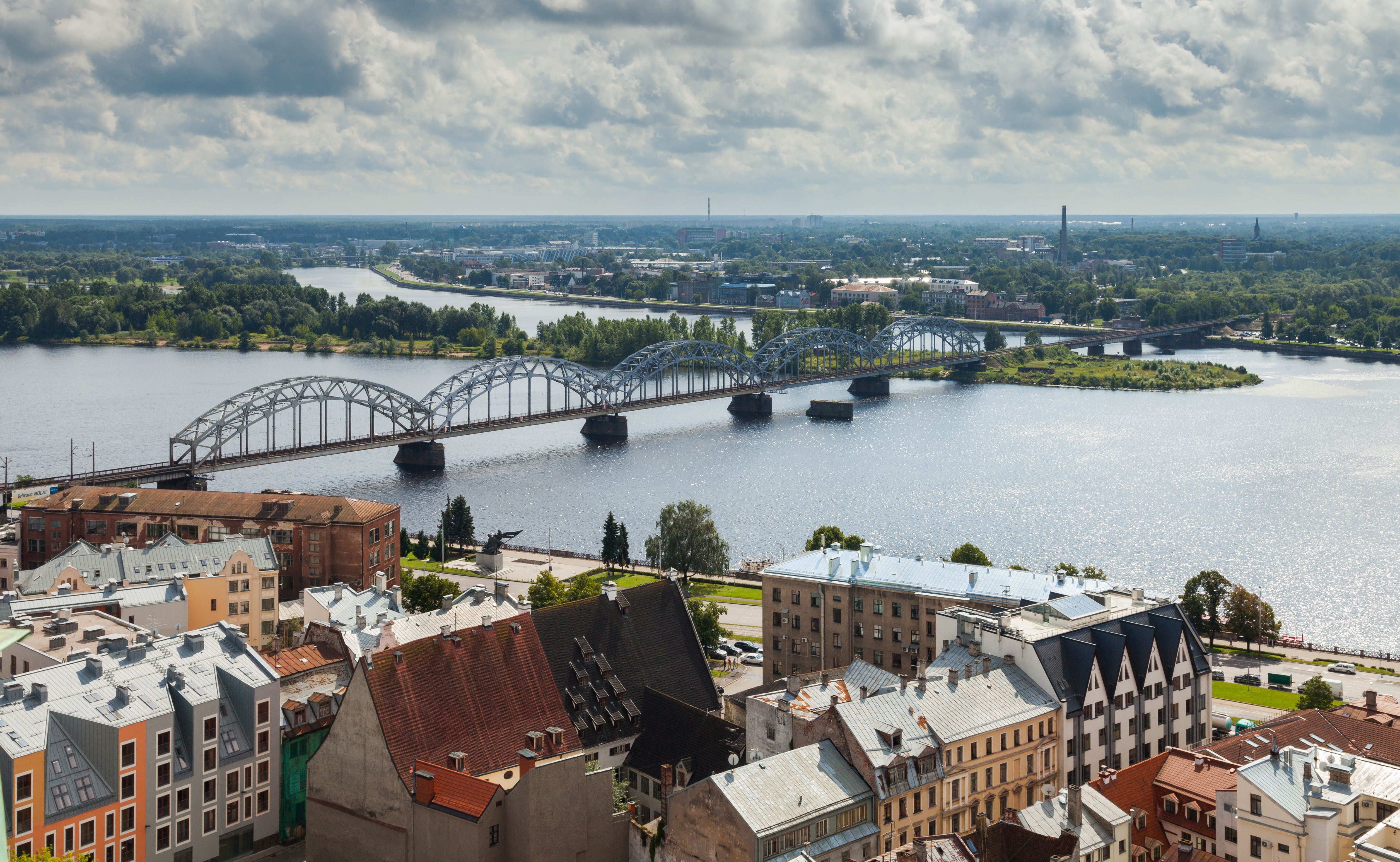
Vista del puente del Ferrocarril desde la iglesia de San Pedro.

Los viajes de negocios y de placer a Riga han aumentado considerablemente en los últimos años gracias a la mejora de la infraestructura comercial y de transporte. En cuanto a la ciudad portuaria, Riga es el principal nudo de transportes del país; en ella confluyen los transportes ferroviarios y el sistema de carreteras nacionales.
La mayor parte de los turistas llega en avión al Aeropuerto Internacional de Riga, el más grande de los países bálticos (único en el Báltico en ofrecer un vuelo transatlántico a Nueva York JFK), modernizado en 2001 con ocasión del 800 aniversario de la fundación de la ciudad. El transporte marino conecta la ciudad con Estocolmo, Kiel (Alemania) y Lübeck (Alemania). Por su parte, la Estación Central de Riga es el principal nudo ferroviario del país y uno de los más destacados del Báltico.
Los turistas la denominan la París del este por la cantidad de atractivos turísticos y cafés sobre las aceras.

## Sitios de interés

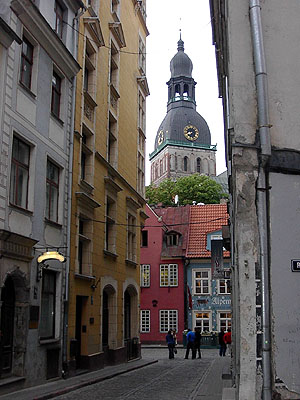
El centro histórico de Riga fue declarado Patrimonio de la Humanidad en 1997

El centro histórico de Riga fue declarado en 1997 Patrimonio de la Humanidad por la Unesco, en virtud de sus edificios de art nouveau y por la arquitectura que se conserva del siglo XIX.
Los monumentos más importantes de la capital letona son:
- La catedral luterana de Riga
- Iglesia de San Pedro
- Casa de los Cabezas Negra
- Gran Gremio y Pequeño Gremio
- Los Tres Hermanos
- Museo de la Ocupación
- Museo Nacional de Historia de Letonia
- Museo de Historia y Navegación de Riga
- Castillo de Riga (residencia presidencial)
- Monumento a la Libertad
- Catedral católica de Santiago
- Catedral ortodoxa de la Natividad

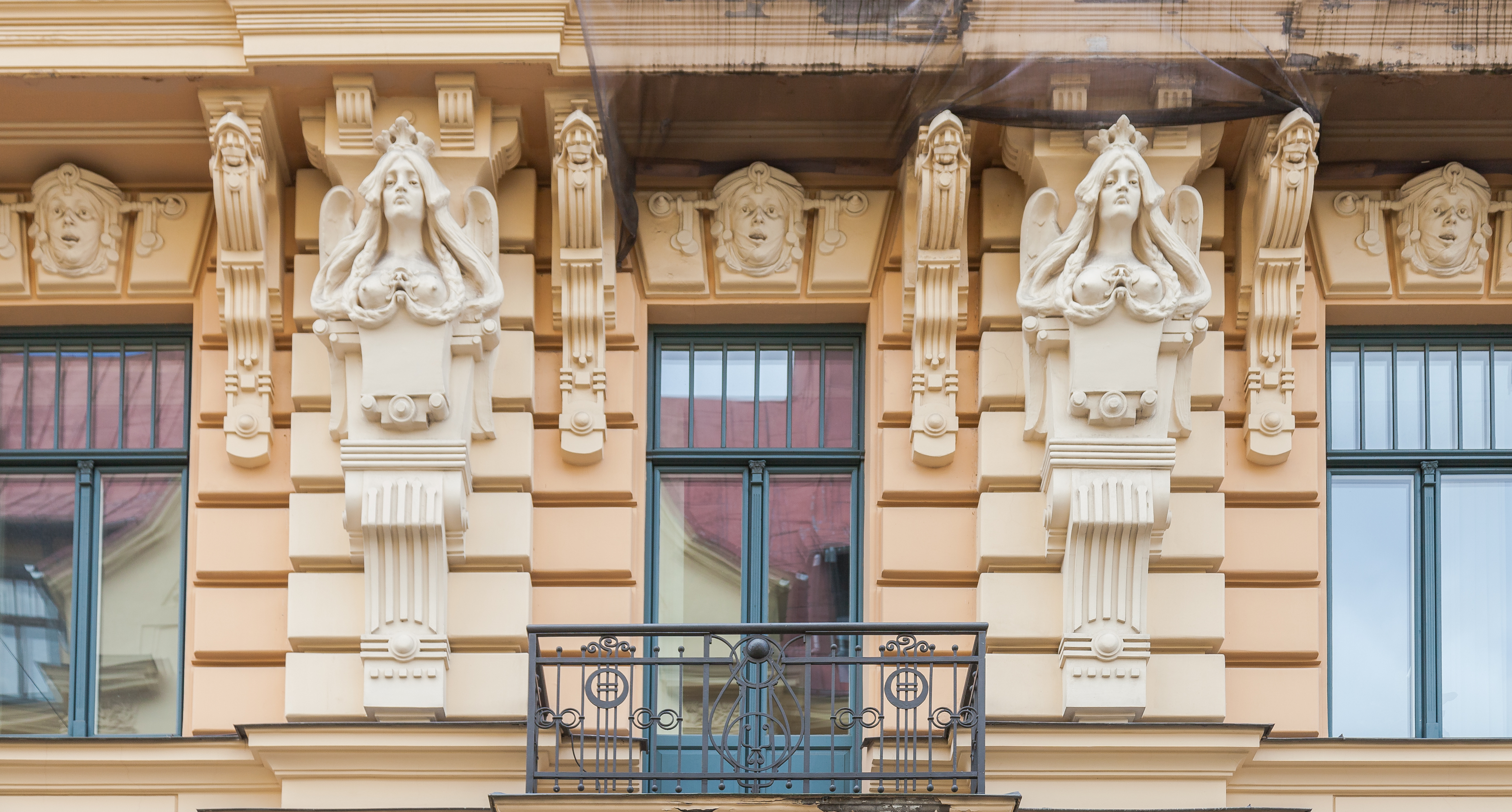
Ejemplo de edificio modernista en Riga.
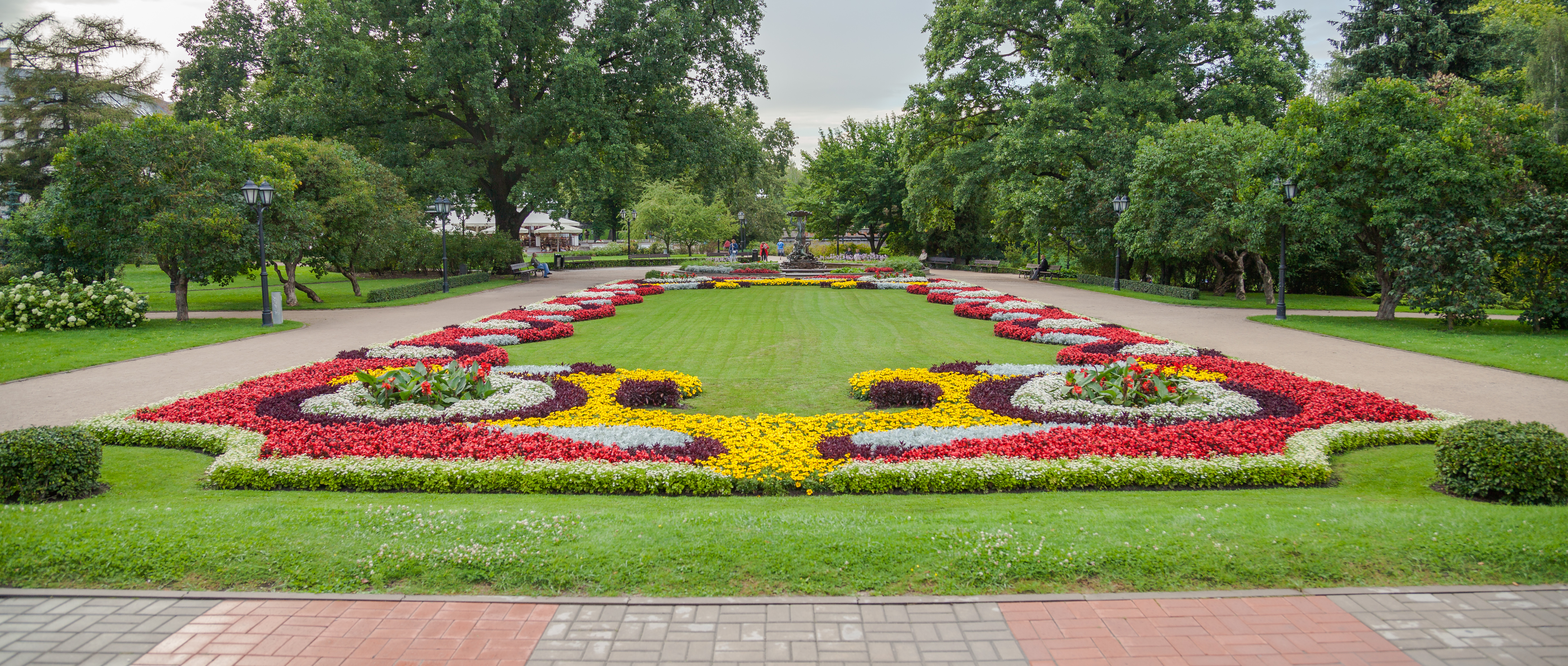
Parque Kekava.
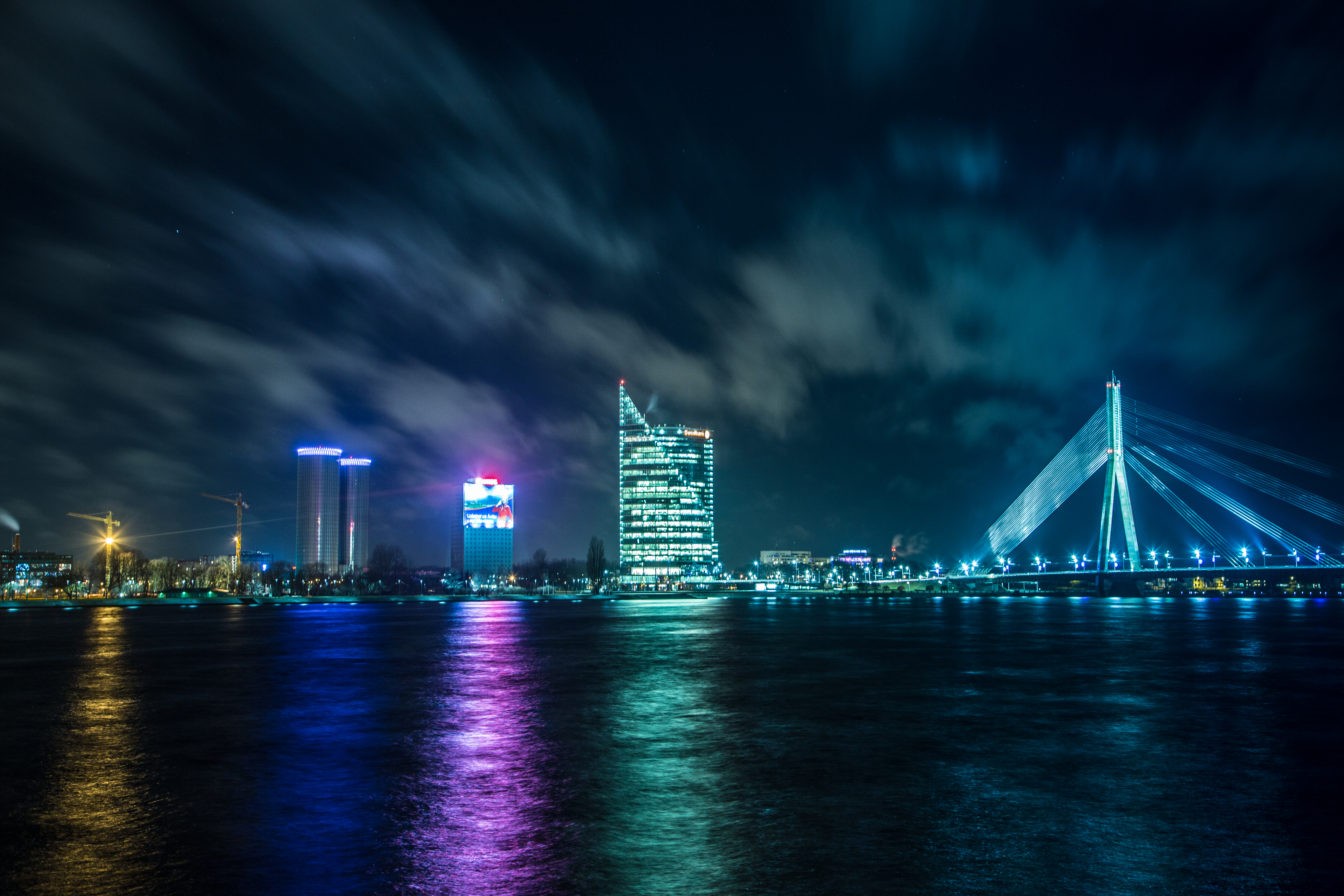
Vista nocturna de Riga
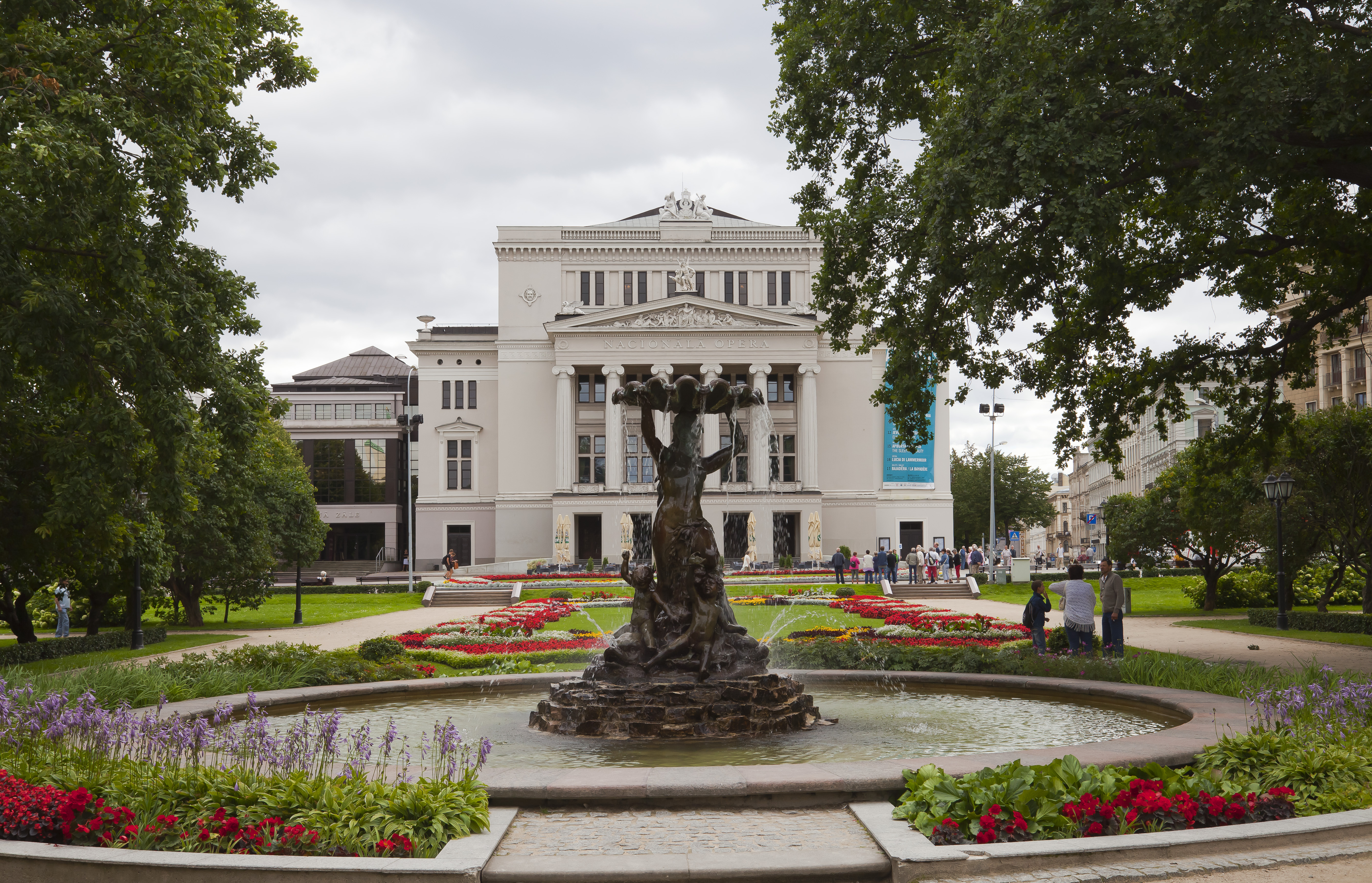
Ópera Nacional.
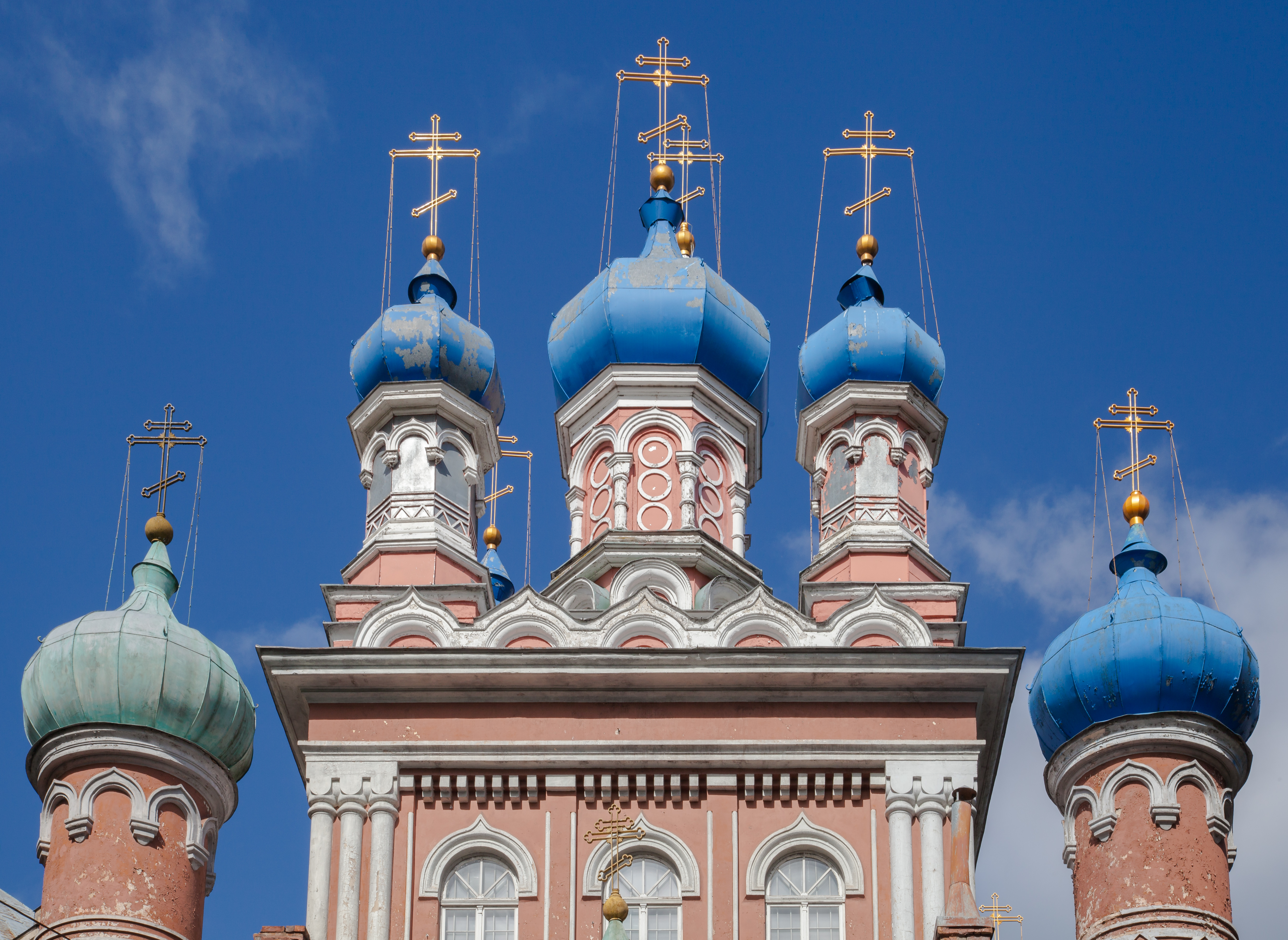
Iglesia de la Santa Trinidad.

## Educación
A continuación, se nombran las universidades en Riga:
- Universidad de Letonia (LU)
- Universidad Técnica de Riga (RTU)
- Universidad Stradiņš de Riga (RSU)
- Riga Graduate School of Law (RGSL)
- Escuela de Administración de Empresas Turiba (BAT)
- Escuela de Economía de Estocolmo en Riga (SSE Riga)
- Escuela de BA de Negocios y Finanzas (BA)
- Instituto de Transporte y Telecomunicaciones (TTI)

### Otras instituciones educativas
- Academia Letona de Música Jāzeps Vītols

## Ciudades hermanadas
Riga está hermanada con las siguientes ciudades:
| - Aalborg (Dinamarca) - Alicante (España) - Alma Ata (Kazajistán) - Ámsterdam (Países Bajos) - Astaná (Kazajistán) - Buenos Aires (Argentina) - Santiago (Chile) - Pekín (China) - Bremen (Alemania) - Burdeos (Francia) - Cairns (Australia) | - Calais (Francia) - Dallas (Estados Unidos) - Estocolmo (Suecia) - Florencia (Italia) - Kiev (Ucrania) - Kōbe (Japón) - Minsk (Bielorrusia) - Moscú (Rusia) - Norrköping (Suecia) | - Pori (Finlandia) - Providence (Estados Unidos) - Rostock (Alemania) - San Petersburgo (Rusia) - Suzhou (China) - Paita (Perú) - Taipéi (Taiwán) - Tallin (Estonia) - Vilna (Lituania) - Varsovia (Polonia) |